# Виктория (растение)
Викто́рия (лат. Victória) — род водных растений семейства Кувшинковые (Nymphaeaceae). Родина — река Амазонка (Южная Америка). Имеет огромные плавающие листья и крупные цветки. С успехом разводится в оранжереях, парках и ботанических садах.
Виктория была обнаружена в 1816 году, а затем повторно в 1832 году в Южной Америке немецкими путешественниками. Название своё получила в честь английской королевы Виктории.

## Краткое ботаническое описание

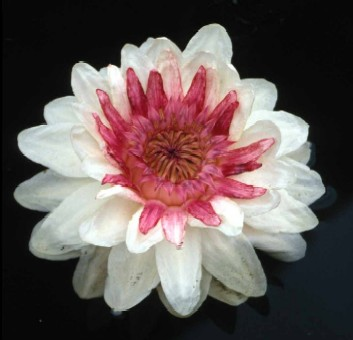
Цветок растения Victoria cruziana.

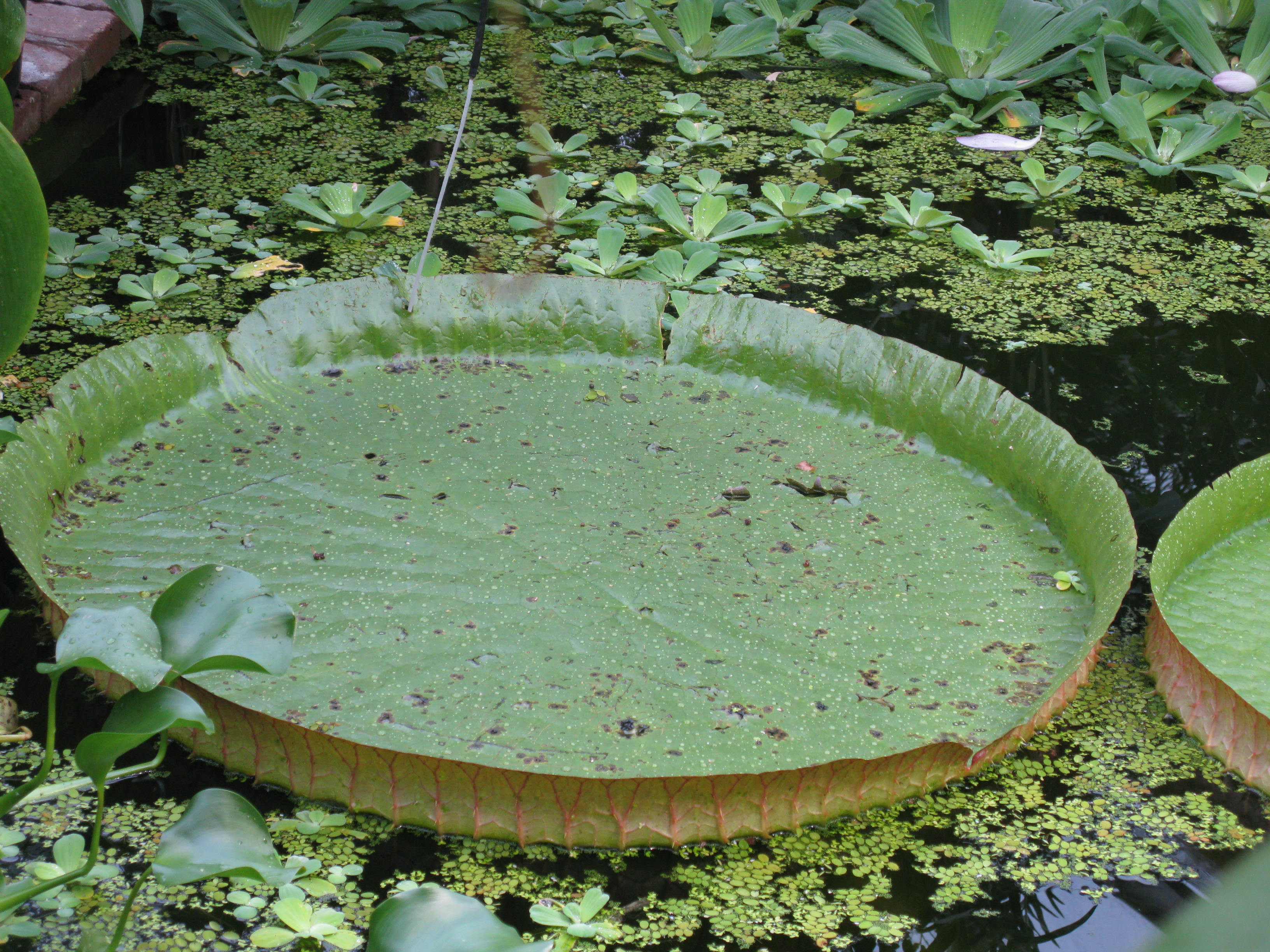
Лист растения Victoria cruziana.

Гигантские листья и цветки с прилегающими частями стеблей являются надводной частью растений. Погружённые же в воду части защищены от поедания рыбами крупными острыми шипами. 
Листья виктории способны выдерживать вес до 50 кг.
Цветение происходит в период с июля по октябрь. Любопытная особенность: в сентябре цветки виктории по ночам раскрываются и цветут — через ночь — поочерёдно белым и красным цветом. Сердцевина цветка ночью нагревается на 10 градусов за счёт расщепления углеводов и тем самым привлекает жуков — опылителей.

## Систематика
Известны 3 вида этого рода:
- Victoria amazonica (Poepp.) J.C.Sowerby — виктория амазонская, распространённая в Амазонии, в Южной Америке.

- Victoria cruziana A.D.Orb. — виктория Круса, растущая в бассейне реки Парана — в южной Бразилии, северной Аргентине и в Парагвае.

- Victoria boliviana Magdalena & L.T.Sm., растущая в Боливии.

Первые два вида легко скрещиваются в условиях ботанических садов.